# Minister for nordisk samarbejde
Minister for nordisk samarbejde (tidligere kaldet minister for nordiske anliggender) er et ministerembede uden portefølje, der blev oprettet første gang af H.C. Hansens anden regering i 1957. Ministerposten har været nedlagt i perioderne 1960-1964, 1977-1980, 1981-1982, men regeringerne siden Poul Schlüters første regering har alle haft en minister for nordisk samarbejde. 
Idet der ikke findes et ministerium for nordisk samarbejde, er ministeren ikke leder for noget fagministerium. Derfor har alle ministrene for nordisk samarbejde også haft et andet ressortområde. Den departementale ekspedition af sager vedrørende nordisk samarbejde sker i Udenrigsministeriet under ledelse af ministeren. Ved regeringsskiftet den 27. juni 2019 blev området flyttet over i Miljø- og Fødevareministeriet.

## Danske ministre for nordisk samarbejde
- 28. maj 1957 – 18. november 1960: Berthel Dahlgaard
- 8. oktober 1964 – 15. juli 1965: Henry Grünbaum[1]
- 15. juli 1965 – 21. september 1966: Lars P. Jensen[1]
- 21. september 1966 – 1. oktober 1967: Tyge Dahlgaard[1]
- 1. oktober 1967 – 2. februar 1968: Ove Hansen[1]
- 2. februar 1968 – 11. oktober 1971: Poul Nyboe Andersen
- 11. oktober 1971 – 26. februar 1977): Ivar Nørgaard
- 28. februar 1980 – 30. december 1981: Lise Østergaard
- 10. september 1982 – 10. september 1987: Christian Christensen
- 10. september 1987 – 3. juni 1988: Lars P. Gammelgaard
- 3. juni 1988 – 18. december 1990: Thor Pedersen
- 18. december 1990 – 25. januar 1993 : Knud Enggaard
- 25. januar 1993 – 27. september 1994: Flemming Kofod-Svendsen
- 27. september 1994 – 27. november 2001: Marianne Jelved
- 27. november 2001 – 18. juni 2002: Bendt Bendtsen
- 18. juni 2002 – 18. februar 2005: Flemming Hansen
- 18. februar 2005 – 23. november 2007: Connie Hedegaard
- 23. november 2007 – 23. februar 2010: Bertel Haarder
- 23. februar 2010 – 3. oktober 2011: Karen Ellemann
- 3. oktober 2011 – 3. februar 2014: Manu Sareen
- 3. februar 2014 – 28. juni 2015: Carsten Hansen
- 28. juni 2015 – 30. september 2015 : Carl Holst
- 30. september 2015 – 28. november 2016 : Peter Christensen
- 28. november 2016 – 2. maj 2018 : Karen Ellemann
- 2. maj 2018 – 27. juni 2019 : Eva Kjer Hansen
- 27. juni 2019 – 19. november 2020: Mogens Jensen
- 19. november 2020 – 15. december 2022: Flemming Møller Mortensen
- 15. december 2022 – 23. november 2023: Louise Schack Elholm
- 23. november – nu: Morten Dahlin